# Venustiano Carranza, Carlos A. Carrillo
Venustiano Carranza är en ort i Mexiko.   Den ligger i kommunen Carlos A. Carrillo och delstaten Veracruz, i den sydöstra delen av landet, 400 km öster om huvudstaden Mexico City. Venustiano Carranza ligger 8 meter över havet och antalet invånare är 547.
Terrängen runt Venustiano Carranza är mycket platt. Runt Venustiano Carranza är det ganska glesbefolkat, med 34 invånare per kvadratkilometer. Närmaste större samhälle är Carlos A. Carrillo, 3,9 km väster om Venustiano Carranza. Trakten runt Venustiano Carranza består till största delen av jordbruksmark.